# Roverella di Carassai
La Roverella di Carassai è un albero della specie Quercus pubescens (la specie quercia più diffusa in Italia), che si trova a circa 2,7 km da Carassai in Località San Vito.
Fa parte dell'elenco degli alberi monumentali italiani redatto dal Corpo forestale dello Stato.
La circonferenza dell'albero, misurata ad un'altezza di 1,30 m, è di 4,97 m . L'albero ha germogliato / è stato piantato intorno all'anno 1700 ± 30, il che lo rende circa 320 ± 30 anni. .